# Port lotniczy Ostenda-Brugia
Port lotniczy Ostenda-Brugia (IATA: OST, ICAO: EBOS, oficjalnie Aéroport International Ostende-Bruges) – port lotniczy położony 6 km na zachód od Ostendy i 25 km od Brugii, w Belgii. Choć większą część działalności koncentruje się na transporcie towarowym, jest coraz częściej wykorzystywane do lotów pasażerskich, głównie do lotów czarterowych i wakacyjnych organizowanych dla wycieczki. Jest również często wykorzystywane do prywatnych lotów.
Port lotniczy Ostenda-Brugia jest bazą linii lotniczych MK Airlines.

## Linie lotnicze i połączenia
| Linia lotnicza  | Kierunek |
| --------------- | --- |
| TUI fly Belgium | 1. Alicante 2. Gran Canaria 3. Malaga 4. Teneryfa-Południe Sezonowo: 1. Antalya 2. Chania 3. Eskişehir 4. Heraklion 5. Ibiza 6. Kos 7. Murcja-Corvera 8. Palma de Mallorca 9. Rodos |

### Cargo
| Linia lotnicza      | Kierunek                                                                                  |
| ------------------- | ----------------------------------------------------------------------------------------- |
| EgyptAir Cargo      | 1. Kair                                                                                   |
| Qatar Airways Cargo | 1. Chicago-O’Hare 2. Doha 3. Los Angeles 4. Lyon 5. Meksyk 6. Nowy Jork-JFK 7. Pittsburgh |